# Paul Winterstein
Paul Winterstein (* 14. April 1876 in Gitschin (Böhmen); † 25. Mai 1945 in Theresienstadt, Tschechoslowakei) war ein österreichischer Berufsoffizier.

## Leben
Nach dem Besuch des Obergymnasiums besuchte Winterstein, jüngster Bruder von Robert Winterstein, die k.u.k. Technische Militärakademie und die k.u.k. Kriegsschule in Wien. Winterstein war ab 1896 als Berufsoffizier. Während des Ersten Weltkrieges war er bei der k.u.k. Armee ab 1915 Oberstleutnant und ab 1917 Oberst im Generalstab. Zunächst war er beim VII. Korpskommando und dann als Generalstabschef der Innsbrucker Schützendivision (vermutlich 44. Landw-InfTrDiv) eingesetzt. Später war er als Abteilungsvorstand beim k.k. Ministerium für Landesverteidigung tätig und kommandierte noch das Feldartillerieregiment 13 (Sopron) und 32 (Lemberg).
Im Dritten Reich wurde Winterstein aufgrund seiner jüdischen Herkunft in das Ghetto Theresienstadt deportiert, wo er am 10. Oktober 1942 ankam. Sein Bruder Max wurde ebenfalls dorthin deportiert. Im Theresienstadt-Konvolut ist Winterstein als „Prominenter Häftling“ aufgeführt. Kurz nach der Befreiung des Ghettos durch die Rote Armee verstarb er noch im Mai 1945 in Theresienstadt an einer Lungenentzündung.

## Auszeichnungen
- Eisernes Kreuz II. Klasse
- Orden der Eisernen Krone II. und III. Klasse, Kriegsdekoration mit Schwertern
- Leopold-Orden Ritterkreuz, Kriegsdekoration mit Schwertern
- Militärverdienstkreuz III. Klasse, Kriegsdekoration mit Schwertern
- Militärverdienstkreuz III. Klasse
- Silberne und bronzene Kriegsverdienstmedaille, Kriegsdekoration
- Offizierskreuz des Roten Kreuzes, Kriegsdekoration
- Karl-Truppenkreuz
- Militär-Jubiläumskreuz 1908
- Jubiläums-Erinnerungsmedaille 1898
- Tiroler Landesverteidigungs-Medaille
- Österreichische Kriegs-Medaille und Ungarische Kriegs-Medaille